# Hedysarum cisdarvasicum
Hedysarum cisdarvasicum är en ärtväxtart som beskrevs av Rudolf V. Kamelin. Hedysarum cisdarvasicum ingår i släktet buskväpplingar, och familjen ärtväxter. Inga underarter finns listade i Catalogue of Life.